# 3418-as busz
A 3418-as jelzésű regionális autóbuszvonal Eger, Szomolya és Mezőkövesd között húzódik, amelyet a MÁV Személyszállítási Zrt. üzemeltet.

## Útvonala
Az autóbuszvonal Heves vármegye megyeszékhelyét és Borsod-Abaúj-Zemplén vármegye egyik járásközpontját, Egert és Mezőkövesdet köti össze, útvonalára fűzve Noszvaj és Szomolya településeket.
A járatok minden állomáson és megállóhelyen megállnak. Egeren belül Maklárihóstyán és a Vécsey-völgyön mennek keresztül, majd közúton haladnak Noszvajra át a Nagy-Eged-dűlőn. Noszvajon belül egyetlen járat üdülőterületén keresztül közlekedik, aztán Szomolyára közlekednek az autóbuszok, melyek Mezőkövesden belül a 2023-ban megépült buszállomáson fejezik be útjuk.

## Közlekedése
Az autóbuszjáratok a hét minden napján közlekednek, naponta 1; hétköznap 2 járatpárral. Eger és Szomolya között a 3415-ös buszok útján haladnak.
| Viszonylat                              | Indításszám     | Közlekedési rend     |
| --------------------------------------- | --------------- | -------------------- |
| Eger, aut. áll. – Mezőkövesd, aut. áll. | 2 pár           | munkanaponta         |
| Eger, aut. áll. – Mezőkövesd, aut. áll. | 1 oda, 2 vissza | szabadnaponta        |
| Eger, aut. áll. – Mezőkövesd, aut. áll. | 1 pár           | munkaszüneti naponta |

### Járművek
Az autóbuszvonalon szóló autóbuszok közlekednek, rendre Credo Econell 12 járművek ingáznak. Ellenben nem ritka a Credo EC 12, valamint a Classic Ikarusok megjelenése sem.

## Megállóhelyei
| 0                                                     | Eger, autóbusz-állomás végállomás       | 0.0 km  | 2, 2A, 4, 5, 5A, 6, 7, 7A, 11, 12, 14, 14E, 16, 17, 112, 914 1049, 1050, 1051, 1053, 1054, 1343, 1344, 1346, 1347, 1348, 1349, 1351, 1352, 1362, 1380, 1383, 1426, 1427, 1428, 1447, 1466, 1468, 1517 3400, 3402, 3403, 3405, 3406, 3407, 3408, 3409, 3410, 3411, 3412, 3414, 3415, 3416, 3417, 3419, 3420, 3423, 3424, 3426, 3430, 3431, 3432, 3433, 3434, 3435, 3440, 3441, 3442, 3443, 3444, 3445, 3446, 3448, 3450, 3455, 3456, 3457, 3458, 3462, 3469, 3470, 3471, 3472, 3473, 3474, 3476, 3479, 3480, 3481, 3482, 3483, 3484, 3488, 3604, 3660, 3667, 4012, 4014, 4015, 4157 |
| 1                                                     | Eger, Egyetem                           | 0.6 km  | 4, 5, 5A, 6, 16, 914 3405, 3406, 3407, 3415, 3416, 3417, 4012 |
| 2                                                     | Eger, uszoda (↓) Eger, Szarvas tér (↑)  | 1.2 km  | 4, 5, 5A, 6, 16, 914 3405, 3406, 3407, 3415, 3416, 3417, 4012 |
| 3                                                     | Eger, Gárdonyi ház                      | 2.2 km  | 3A 3407, 3415, 3416, 3417, 4012 |
| 4                                                     | Eger, Egervár vasúti megállóhely        | 2.5 km  | 3A, 7, 7A, 17 3407, 3415, 3416, 3417, 4012 személyvonat – Egervár (87) |
| 5                                                     | Eger, Vécsey-völgy                      | 3.5 km  | 3A, 7, 7A, 17 3407, 3415, 3416, 3417, 4012 |
| 6                                                     | Eger, Lovastanya                        | 4.6 km  | 3407, 3415, 3416, 3417, 4012 |
| 7                                                     | Eger, Csomóstanya                       | 5.4 km  | 3407, 3415, 3416, 3417 |
| 8                                                     | Eger, Nagy-Eged dűlő                    | 6.6 km  | 3407, 3415, 3416, 3417 |
| 9                                                     | Szőlőcskei elágazás                     | 7.8 km  | 3407, 3415, 3416, 3417 |
| 10                                                    | Szőlőcskei rakodó                       | 8.7 km  | 3407, 3415, 3416, 3417 |
| 11                                                    | Noszvaj, várhegyi elágazás              | 10.4 km | 3407, 3415, 3416, 3417 |
| 12                                                    | Noszvaj, síkfőkúti elágazás             | 11.2 km | 3407, 3415, 3416, 3417, 4012 |
| Munkanaponta és szabadnaponta 1 járat által érintett. |                                         |         | |
| ∫                                                     | Noszvaj, Síkfőkút Hotel                 | ∫       | 3407, 3415 |
| ∫                                                     | Noszvaj, Bükk Panzió                    | ∫       | 3407, 3415 |
| ∫                                                     | Noszvaj, Béke út 34.                    | ∫       | 3407, 3415 |
| 13                                                    | Noszvaj, Kossuth út 83.                 | 12.2 km | 3407, 3415, 3416, 3417, 4012 |
| 14                                                    | Noszvaj, faluközpont                    | 12.7 km | 3407, 3415, 3416, 3417, 4012 |
| 15                                                    | Noszvaj, De La Motte kastély            | 13.1 km | 3407, 3415 |
| 16                                                    | Noszvaj, Szomolyai út 24.               | 13.7 km | 3407, 3415 |
| 17                                                    | Noszvaj, idősek otthona                 | 14.3 km | 3407, 3415 |
| 18                                                    | Noszvaj, Oxigén Hotel                   | 15.3 km | 3407, 3415 |
| 19                                                    | Szomolya, Árpád út                      | 17.4 km | 3407, 3415, 4016 |
| 20                                                    | Szomolya, Kossuth utca 67.              | 17.8 km | 3407, 3415, 4016 |
| 21                                                    | Szomolya, községháza                    | 18.3 km | 3407, 3415, 4016 |
| 22                                                    | Szomolya, Széchenyi út                  | 19.0 km | 3407, 3415, 4016 |
| 23                                                    | Szomolya, újtelep                       | 19.5 km | 3407, 3415, 4016 |
| 24                                                    | Matyóföld tanya                         | 26.9 km | 4016 |
| 25                                                    | Mezőkövesd, Jegenyesor út 106.          | 28.6 km | 1 4016 |
| 26                                                    | Mezőkövesd, SZTK rendelőintézet         | 30.1 km | 1, 2B, 3 1344, 1375, 1377, 1426, 1427, 1447, 1448, 1468 3406, 3416, 3419, 3749, 4001, 4006, 4007, 4008, 4009, 4010, 4011, 4014, 4015, 4016, 4017, 4019, 4023, 4026, 4030, 4157 |
| 27                                                    | Mezőkövesd, Széchenyi utca              | 30.8 km | 1, 2B, 3 1344 3406, 3416, 3419, 3749, 4001, 4006, 4007, 4008, 4009, 4010, 4011, 4014, 4015, 4016, 4017, 4019, 4023, 4026, 4030, 4157 |
| 28                                                    | Mezőkövesd, autóbusz-állomás végállomás | 31.6 km | 1, 2B, 3 1344, 1375, 1377, 1426, 1427, 1447, 1448, 1468 3406, 3416, 3419, 3749, 4001, 4006, 4007, 4008, 4010, 4011, 4014, 4015, 4016, 4017, 4019, 4023, 4026, 4030, 4157 expresszvonat, IC, nemzetközi IC, InterRégió, sebesvonat, személyvonat – Mezőkövesd (80) |